# ديكستر سول أنسيل
ديكستر سول أنسيل (بالإنجليزية: Dexter Sol Ansell؛ مواليد 16 سبتمبر 2014) هو طفل ممثل بريطاني.

## النشأة والشخصية
من ليدز، في يوركشاير، وهو ابن مضيفة كويزمانيا السابقة ديبي كينغ ومغني فرقة البوب أوبرا جي 4 جوناثان أنسيل.

## مسيرته
بدأ التمثيل في المسلسل البريطاني إميرديل وهو يلعب دور كارل هوليداي، نجل جيمي كينغ بين يناير ومايو 2016. عاد إلى إميرديل في يونيو 2019، حيث لعب دور لوكاس تايلور، ابن داون تايلور، والذي استمر في لعبه حتى مارس 2021.
كان لديه دور كوريولانوس سنو الطفل في مباريات الجوع: أغنية الطيور المغردة والثعابين. ظهر في مسلسل الوقواق ميدويتش، والمسلسل الهزلي هالرايزر على القناة الرابعة البريطانية، وفيلم الرعب المستنقع 2023. كما ظهر في فيلم نتفليكس عيد الميلاد في مزرعة الهدال. تشمل مشاريعه القادمة فيلم روبرت زيميكس هير، وشخصية دان الصغير في الفيلم الكوميدي العائلي روبن وهود في سكاي سينما.
في أبريل 2024، تم اختياره للعب دور إيجون «إج» تارجارين في مسلسل فارس من الممالك السبع: الفارس الجوال، الذي كتبه جورج ر. ر. مارتن وإيرا باركر، وتدور أحداثه قبل قرن من أحداث صراع العروش، وبعد 72 عامًا من بداية فيلم آل التنين.

## فيلموغرافيا
| علامة الخنجرية | يدل على الأعمال التي لم يتم إصدارها بعد |

| العام      | العنوان                                       | الدور                | ملاحظات   |
| ---------- | --------------------------------------------- | -------------------- | --------- |
| 2016       | إميرديل                                       | كارل هوليداي         |           |
| 2019–2021  | إميرديل                                       | لوكاس تايلور         |           |
| 2022       | الوقواق ميدويتش                               | ديفيد سوندرز         | 5 حلقات   |
| 2022       | عيد الميلاد في مزرعة الهدال                   | باستر                |           |
| 2023       | المستنقع                                      | داني                 |           |
| 2023       | هالرايزر                                      | فينلي                |           |
| 2023       | مباريات الجوع: أغنية الطيور المغردة والثعابين | كوريولانوس سنو الطفل |           |
| يُحدد لاحقا | روبن وهود                                     | دان الصغير           |           |
| يُحدد لاحقا | هير                                           |                      |           |
| 2025       | فارس من الممالك السبع: الفارس الجوال          | إج                   | دور رئيسي |

## وصلات خارجية
- ديكستر سول أنسيل على موقع IMDb (الإنجليزية)
- ديكستر سول أنسيل على موقع قاعدة بيانات الفيلم (الإنجليزية)